# Osamu Mukai
Osamu Mukai (向井 理 Mukai Osamu?, n. 7 de febrero de 1982) es un actor japonés.

## Vida personal
Se graduó de la Universidad de Meiji, donde se especializó en ingeniería genética. Recibió el "Mejor Premio del Cartel" en la Conferencia Internacional de Genética Zoológica en 2004. Durante sus años como universitario, trabajaba como camarero. Luego de graduarse de la universidad, se convirtió en un trabajador a tiempo completo, y más tarde en gerente. Mientras trabajaba como camarero, se metió en la revista Tokyo Graffiti. Actualmente trabaja como actor, y la agencia que lo representa es Hori Agency.
El 28 de diciembre de 2014, contrajo matrimonio con la actriz Ryoko Kuninaka con quien mantenía una relación desde 2012. El 20 de abril de 2015, se anunció que su esposa estaba embarazada. El 30 de septiembre de ese mismo año, se informó sobre el nacimiento de su primer hijo.

## Filmografía

### Televisión
| Año  | Título en inglés                           | Título en japonés                    | Personajes        |
| ---- | ------------------------------------------ | ------------------------------------ | ----------------- |
| 2006 | Byakuyakō (Journey Under the Midnight Sun) | 白夜行                               | (Actor invitado)  |
| 2006 | Regatta                                    | レガッタ〜君といた永遠〜             | (Actor invitado)  |
| 2006 | Nodame Cantabile                           | のだめカンタービレ                   | Toru Kikuchi      |
| 2007 | Hyakki Yakosho                             | 百鬼夜行抄                           | (Actor invitado)  |
| 2007 | Bambino!                                   | バンビ～ノ!                          | Masashi Senoo     |
| 2007 | Abarenbo Mama                              | 暴れん坊ママ                         | Yohei Yamaguchi   |
| 2007 | Nodame Cantabile SP                        | のだめカンタービレ SP                | Toru Kikuchi      |
| 2008 | Hachimitsu to Clover                       | ハチミツとクローバー                 | Takumi Mayama     |
| 2008 | Yonimo Kimyona Monogatari                  | 世にも奇妙な物語 '08春の特別編       | (Actor invitado)  |
| 2008 | Osen                                       | おせん                               | Tomekichi         |
| 2008 | Seigi no Mikata                            | 正義の味方                           | Naoki Yoshikawa   |
| 2008 | Kiri no Hi                                 | 霧の火                               | Genichirou Noda   |
| 2008 | Scrap Teacher                              | スクラップ・ティーチャー〜教師再生〜 | Satoshi Matsuo    |
| 2009 | Mei-chan no Shitsuji                       | メイちゃんの執事                     | Shinobu           |
| 2009 | Atashinchi no Danshi                       | アタシんちの男子                     | Sho Okura         |
| 2009 | Futatsu no Spica                           | ふたつのスピカ                       | Kiriu             |
| 2009 | Ninkyou Helper                             | 任侠ヘルパー                         | Kazuki Nanami     |
| 2009 | Mama-san Volley de Tsukamaete              | ママさんバレーでつかまえて           | Kotaro            |
| 2009 | Bocho Mania 09                             | 傍聴マニア09                         | Kita Morio        |
| 2010 | Gegege no Nyobo                            | ゲゲゲの女房                         | Murai Shigeru     |
| 2010 | Shinzanmono                                | 新参者                               | Kyose Koki        |
| 2010 | Hotaru no Hikari 2                         | ホタルノヒカリ2                      | Seno Kazuma       |
| 2011 | Gō                                         | 江〜姫たちの戦国〜                   | Tokugawa Hidetada |
| 2012 | Hungry!                                    | ハングリー！                         | Yamate Eisuke     |
| 2012 | Summer Rescue - Hospital Of Sky            | サマーレスキュー〜天空の診療所〜     | Keigo Hayami      |
| 2013 | Kaibutsu                                   | 怪物                                 | (Papel principal) |
| 2014 | S - Saigo no Keikan -                      | S - 最後の警官 -                     | Kamikura Ichigo   |
| 2014 | Nobunaga Concerto                          | 信長協奏曲                           | Ikeda Tsuneoki    |
| 2016 | Toto Neechan                               | とと姉ちゃん                         | Tetsurō Kohashi   |
| 2016 | Kuroi Jukai                                | (黒い樹海                            | Yoshii            |

### Cine
| Año  | Título en inglés                                                     | Título en japonés                           | Personajes            |
| ---- | -------------------------------------------------------------------- | ------------------------------------------- | --------------------- |
| 2007 | I'll Die For You                                                     | 俺は、君のためにこそ死ににいく              |                       |
| 2008 | Gachi Boy                                                            | ガチ☆ボーイ                                 | Ledotaipun            |
| 2010 | Hanamizuki                                                           | ハナミズキ                                  | Junichi Kitami        |
| 2010 | Beck                                                                 | BECK(ベック)                                | Yoshiyuki Taira       |
| 2011 | Paradise Kiss                                                        | Paradise Kiss (パラダイス キス）            | Joji "George" Koizumi |
| 2012 | We Can't Change the World. But, We Wanna Build a School in Cambodia. | 僕たちは世界を変えることができない          | Tanaka Kota           |
| 2012 | I Have to Buy New Shoes                                              | 新しい靴を買わなくちゃ                      | Yagami Sen            |
| 2012 | SPEC: Ten                                                            | 劇場版 SPEC〜天〜                           | Sekai                 |
| 2013 | Kiiroi Zou                                                           | きいろいゾウ                                | Ayumu Muko            |
| 2013 | SPEC: Close                                                          | 劇場版 SPEC〜結〜 漸ノ篇、爻ノ篇            | Sekai                 |
| 2014 | Otoko no Isshō                                                       | 娚の一生                                    | Toshio Nakagawa       |
| 2015 | S The Last Policeman - Recovery of Our Future                        | Ｓ -最後の警官- 奪還 RECOVERY OF OUR FUTURE |                       |
| 2016 | Nobunaga Concerto                                                    | 信長協奏曲                                  | Ikeda Tsuneoki        |
| 2017 | When Will You Return?                                                | いつまた、君と ～何日君再来～               | Gorō Ashimura         |

### Comerciales de televisión
- 2006 - Minute Maid Drink
- 2006 - Yoshi No Ya
- 2006 - Impreza Cars

LG TV
Ajinomoto
Clear Asahi
Exotic Spa
Ricoh

### Otros
- 2008 - Livejack Special Stories-Drama×Song-
- 2009 - Moshi Moshi Kimi ga (radio drama)
- 2009 - Oshareism (invitado el 7 de junio de 2009)

## Premios

### 2010
- The Television Drama Academy Awards: Mejor Actor de reparto por GeGeGe no Nyōbō

- GQ Japan Men of the Year 2010

### 2011
- 35th Premios Élan d'Or: Mejor nuevo actor
- 32nd Yokohama Film Festival: Mejor Revelación por Beck and Hanamizuki
- 7th TVnavi Drama of the Year 2010: Mejor actor de reparto por GeGeGe no Nyōbō
- 19th Hashida Awards: Mejor Revelación